# Siverskiy
Siverskiy (en ruso: Си́верский) es una localidad rusa del óblast de Leningrado localizado a orillas del río Oredezh.
Según el censo de 2010 la población era de 12.216 habitantes.

## Historia
En 1857 fue inaugurada la estación ferroviaria de Siverskaya conectando el asentamiento por tren. En aquel entonces Siverskiy formaba parte del uyezd de Tsarskoselsky de la Gobernatura general de San Petersburgo, (renombrada Petrogrado en 1913 y Leningrado en 1924). El 20 de noviembre de 1918 el condado (Uyezd) fue renombrado a "Detskoselsky". Durante años la etimología de la región cambió constantemente hasta 1923 cuando fue renombrada como Trotsk en homenaje al político León Trotski.
Con la llegada del régimen soviético, los uyezdi y demás gubereniyas empezaron a ser disueltas. El 1 de agosto de 1927, Siverskiy pasó a formar parte del distrito de Trotskiy tras la abolición de la gobernatura de la que era parte para ser integrada en el okrug de Leningrado. El 2 de agosto de 1929 Trotski fue exiliado del país y Trotsk (como era conocida la ciudad) recibió el nombre de "Krasnogvardeysk".
El 23 de julio de 1930 los okrugi desaparecieron y los distritos quedaron subordinados al óblast. El 27 de noviembre de 1938, los asentamientos suburbanos de Siverskaya, Kezevo, Dernovsky y Druzhnoselye fueron integrados dentro del asentamiento de Siverskiy alcanzando así el estatus de "asentamiento de núcleo urbano" El 28 de enero Krasnogvardeysk fue renombrado a Gatchina así como su distrito.

## Economía
La principal fuente de ingresos proviene de la industria de la madera y de la construcción.

## Transporte
La estación Siverskaya forma parte del núcleo regional Ferrocarril de Oktiabrskaya de los Ferrocarriles Rusos con conexión entre las estaciones de San Petersburgo y Moscú. Antiguamente cubría la desaparecida línea entre San Petersburgo - Varsovia.
En cuanto al acceso por carretera, conecta las localidades de Volosovo, Gatchina y Tosno vía Vyritsa. Por la M20 enlaza San Petersburgo con Pskov.